# 기후위기
기후위기(Climate crisis)란 지구온난화와 기후변화, 그리고 그 영향을 설명하는 용어이다. 이 용어와 기후 비상사태(climate emergency)라는 용어는 인류와 지구에 대한 지구 온난화의 위협을 설명하고 공격적인 기후변화 완화를 촉구하는 데 사용되었다. 전 세계 11,000명 이상의 과학자가 지지한 2020년 1월의 과학 저널 바이오사이언스 기사에서는 "기후 위기가 도래했다"라고 밝혔으며 "기후 위기로 인한 막대한 고통을 피하기 위해서는 생물권을 보존하기 위한 노력의 규모를 엄청나게 늘릴 필요가 있다"라고 밝혔다."
이 용어는 "지속적인 온실가스 배출로 인해 지구가 직면하고 있는 위협의 심각성을 일깨워주고 기후 옹호에서 오랫동안 빠져 있던 정치적 의지를 자극하는 데 도움이 될 수 있다고 믿는" 사람들이 사용하는 용어이다. 그들은 지구 온난화가 기후 변화보다 행동에 대한 더 많은 감정적 참여와 지원을 이끌어낸 만큼, 기후 변화를 위기라고 부르는 것이 훨씬 더 큰 영향을 미칠 수 있다고 믿는다.
한 연구에 따르면 이 용어는 긴박감을 전달할 때 강한 감정적 반응을 불러일으키는 것으로 나타났다. 이러한 반응은 역효과를 낳을 수 있으며 경각심을 불러일으키는 과장에 대한 인식으로 인해 반발 효과를 일으킬 수 있다는 점에 일부 주의가 필요하다.

## 같이 보기
- 멸종에의 반란
- 청소년 기후행동